# Andrea Vrbovská
Andrea Vrbovská (* 22. prosince 1966[zdroj?]) je česká lékařka a manažerka, bývalá ředitelka Nemocnice Na Bulovce, proti které bylo zahájeno trestní řízení a na kterou byla soudem uvalena vazba v souvislosti s kauzou zmanipulovaných zdravotnických zakázek v některých pražských nemocnicích.

## Biografie
Vystudovala anesteziologii a International Business School. Šest let byla anestezioložkou na pražské Nemocnici Na Bulovce, náměstkyní soukromé nemocnice v Lounech, náměstkyní ředitele Bulovky pro léčebně preventivní péči, členkou managementu Ústřední vojenské nemocnice a působila v regionální pobočce International SOS Assistance.
Od 1. prosince 2013 byla ředitelkou pražské Nemocnice Na Bulovce, když ji na doporučení výběrové komise akceptoval ministr zdravotnictví Martin Holcát (nestraník ve vládě Jiřího Rusnoka). Vystřídala tak Zuzanu Bonhomme Hankeovou, která byla vedením nemocnice dočasně pověřena namísto Petra Zajíce, který skončil z vlastního rozhodnutí (vedl ji od 1. srpna 2011), a který Andreu Vrbosvskou v březnu 2013 odvolal z funkce své náměstkyně. Úřad pro ochranu hospodářské soutěže (ÚOHS) v červnu 2013 potvrdil, že pražská Nemocnice Na Bulovce porušila zákon o veřejných zakázkách a předseda ÚOHS Petr Rafaj pokutu zdravotnickému zařízení snížil ze tří na dva miliony Kč. Dne 24. ledna 2014 nemocnice pod vedením Andrei Vrbovské získala zpět akreditaci Spojené akreditační komise. V červnu 2014 byla zřízena vyšetřovací komise složená ze zástupců nemocnic, záchranné služby, magistrátu a České lékařské komory, která šetřila postup nemocnice při ošetření pacienta.
Jako ředitelka Nemocnice Na Bulovce půl roku provizorně vedla také pražskou Fakultní nemocnici Královské Vinohrady (FNKV) poté, co na svou funkci rezignoval prozatímní ředitel Jan Šturma – dřívější tamní primář oddělení ARO pověřený dočasným vedením ministrem zdravotnictví Svatoplukem Němečkem (ČSSD, vláda Bohuslava Sobotky) po Marku Zemanovi, který byl ministrem zdravotnictví 4. března 2015 odvolán po ohlášení předpokládané ztráty nemocnice 300 milionů Kč.
Z pozice ředitelky Nemocnice Na Bulovce ji 26. ledna 2018 odvolal ministr zdravotnictví v demisi Adam Vojtěch (ANO, první vláda Andreje Babiše). 

## Kauza Bulovka
Na konci června 2018 ji Obvodní soud pro Prahu 5 poslal do vazby. Je spojována s kauzou obviněného severočeského podnikatele Tomáše Horáčka a policie ji pro zadávání veřejných zakázek obvinila spolu s ex-poslancem za ODS Markem Šnajdrem a její náměstkyní Marií Nushiovou.
Za přípravu nemocničních zakázek na klíč konkrétním firmám ji hrozí trest od 2 do 8 let odnětí svobody, přičemž v obžalobě státní zástupce Vrbovské navrhuje trest v polovině této sazby a požaduje uložit i peněžitý trest.
První větev kauzy Bulovka se týká zakázek na úklid a na vjezdový systém. Druhá větev vyšetřování se týká zakázky v hodnotě zhruba 120 milionů korun na obnovu lineárních urychlovačů pro radioterapii onkologických onemocnění.
V první větvi kauzy přijala v září 2023 dohodu o vině a trestu, souhlasila s tříletou podmínku s pětiletou zkušební dobou, peněžitým trestem šest milionů korun a se sedmiletým zákazem činnosti, musí také nahradit část škody 